# Sản phẩm du lịch
Sản phẩm du lịch, tiếng Anh là "tourist marketing", là một thuật ngữ chuyên ngành du lịch, là một quá trình "trực tiếp" cho phép các doanh nghiệp và các cơ quan du lịch xác định khách hàng hiện tại và tiềm năng, ảnh hưởng đến ý nguyện và sáng kiến khách hàng ở cấp độ địa phương, khu vực quốc gia và quốc tế để các đơn vị này có thể thiết kế và tạo ra các dịch vụ du lịch nhằm nâng cao sự hài lòng của khách và đạt được mục tiêu đề ra.
Với các sản phẩm du lịch thì phương thức tiếp cận là một nhân tố vô cùng quan trọng, là nguyên nhân chính tăng lượng khách du lịch vì thực sự chúng tác động thông qua cách giới thiệu sản phẩm, sử dụng các tiện nghi, giá cả ổn định...

## Các sản phẩm du lịch của Việt Nam
Sản phẩm du lịch chuyên biệt Việt Nam chủ yếu thuộc 3 nhóm chính là:
- Sản phẩm du lịch văn hoá
- Sản phẩm du lịch sinh thái
- Sản phẩm du lịch biển đảo

Ngoài ra còn có các hình thức du lịch sinh thái tiện ích (hay gọi là "đi kèm")